# Dead (Madison Beer)
Dead è un singolo della cantante statunitense Madison Beer, pubblicato il 19 maggio 2017 come primo estratto dal primo EP As She Pleases.

## Video musicale
Il video musicale è stato reso disponibile il 3 agosto 2017.

## Tracce
Testi e musiche di Brittany Marie Amaradio, Madison Emiko Love e Michael Keenan Leary.
Download digitale
1. Dead – 3:14

Download digitale – Cedric Gervais Remix
1. Dead (Madison Beer vs. Cedric Gervais) (Cedric Gervais Remix) – 3:19

Download digitale – Acoustic
1. Dead (Acoustic) – 3:44

Download digitale – Laibert Remix
1. Dead (Laibert Remix Radio Edit) – 3:59
2. Dead (Laibert Remix Club Edit) – 4:25